# Markus Peichl
Markus Peichl (* 26. Juni 1958 in Klosterneuburg bei Wien) ist ein aus Österreich stammender Journalist, Produzent und Medienunternehmer, der vor allem als Gründer der Zeitschrift Tempo bekannt wurde.

## Leben und Werk
Markus Peichl wurde 1958 in Klosterneuburg (Niederösterreich) geboren und wuchs in einer künstlerisch geprägten Familie auf. Sein Vater Gustav Peichl war ein bekannter Architekt und Karikaturist, während seine jüngere Schwester Ina Peichl für ihre Arbeit als Kostümbildnerin den Bundesfilmpreis erhalten hat. Peichl studierte Jura in Wien. Während des Studiums und auch noch danach war er freier Mitarbeiter beim ORF und bei der Tageszeitung Kurier.
Von 1982 bis 1985 war er Chefredakteur bei der Zeitschrift Wiener. 1985 gründete er zusammen mit Lo Breier, der zuvor auch schon mit ihm beim Wiener war, das Zeitgeist-Magazin Tempo, dessen Chefredakteur Peichl bis 1990 war. Danach arbeitet er als freier Medienberater und TV-Produzent, wobei er u. a. die Formate  0137 (Talkshow auf Premiere) und Das wahre Leben (Doku-Soap auf MTV) entwickelte. Neben seiner Arbeit für Fernsehsender wie Sat.1, ARD und arte und Zeitschriftenverlage wie G+J und Burda produzierte er seit 1995 mehr als 150 Musikvideos, u. a. für Xavier Naidoo und Schiller.
Für seine Arbeit Über einen, der sitzt in Tempo wurde er 1985 mit dem Egon-Erwin-Kisch-Preis ausgezeichnet.
Von 2003 bis 2007 war Peichl Redaktionsleiter und Producer der ARD-Talksendung Beckmann. Daneben leitet er seit 2002 die LeadAcademy für Mediendesign, die sich für die Förderung visueller Qualität im Print- und Online-Markt einsetzt und den LeadAward vergibt. Im Dezember 2007 lancierte Peichl das Magazin Liebling, das im November/Dezember 2008 zuletzt erschien. Seit 2011 ist er Geschäftsführer der von seinem Lebensgefährten Andreas Osarek betriebenen Galerie Crone in Berlin-Kreuzberg. Peichl lebt in der von Leo Nachtlicht entworfenen Villa Perlis in Potsdam-Sacrow, die für die Dreharbeiten von Weissensee als Kulisse genutzt wurde. Im März 2012 wurde er Redaktionsleiter der (im Juni des gleichen Jahres eingestellten) ARD-Vorabendshow Gottschalk Live.
Seit 2011 ist er Geschäftsführer der 1982 von dem Hamburger Kunsthändler Ascan Crone und Mechthild von Dannenberg gegründeten Galerie Crone. Es bestehen Niederlassungen in der Fasanenstraße (Berlin) und seit 2017 am Getreidemarkt (Wien).